# Aristau
Aristau is een gemeente en plaats in het Zwitserse kanton Aargau en maakt deel uit van het district Muri.
Aristau telt x inwoners.